# Lyria (Mitraelyria) cleaveri
Lyria (Mitraelyria) cleaveri is een slakkensoort uit de familie van de Volutidae. De wetenschappelijke naam van de soort is voor het eerst geldig gepubliceerd in 2008 door Morrison.